# Прелюдия и фуга ми минор (BWV 548)
Прелюдия и фуга ми минор («Большая»), BWV 548 — органное произведение, написанное Иоганном Себастьяном Бахом в период между 1727 и 1731 годами, во время его пребывания в Лейпциге. В отличие от большинства других органных сочинений Баха, оригинальная рукопись данной композиции сохранилась  (с некоторыми исправлениями, сделанными переписчиком Иоганном Петером Кельнером).
Подлинные автографы BWV 548 и BWV 544 (Прелюдия и фуга си минор) имеют один и тот же стиль почерка, что указывает на период их сочинения с 1727 по 1731 год. Музыковед Кристоф Вольф предположил, что Прелюдия и фуга ми минор была написана для органа, расположенного в университетской церкви Святого Павла.
Фуга, состоящая из 231 такта и имеющая три раздела, является одной из самых длинных и сложных в творчестве Баха. Ниже представлена её «клинообразная» тема:
Альберт Швейцер назвал обе части BWV 548 «мощными по замыслу и настолько резкими и сильными, что слушатель может понять их только после нескольких прослушиваний». Филипп Шпитта охарактеризовал произведение как «симфонию из двух частей», описывая «жизненную энергию композиции и чрезвычайно смелый характер темы фуги». Питер Уильямс объяснил «захватывающую силу» сочинения «легко ощущаемым балансом между двумя частями».
Пьеса была переложена для фортепиано Ференцем Листом и Самуилом Фейнбергом.